# Dolores de Habsbourg-Toscane
L'archiduchesse Dolores de Habsbourg-Toscane (5 mai 1891-10 avril 1974) est la fille de l'archiduc Léopold Salvator de Habsbourg-Toscane et de l'infante Blanche de Bourbon. Elle est un membre de la branche toscane de la maison de Habsbourg-Lorraine. Après la chute de l'empire austro-hongrois, elle vit dans des conditions modestes avec sa famille en Espagne, en Autriche et en Italie. Elle ne s'est jamais mariée.

## Jeunesse
L'archiduchesse Dolores naît à Lemberg, en Autriche. Elle est la fille aînée de l'archiduc Léopold Salvator de Habsbourg-Toscane (1863-1931) et de Blanche de Bourbon (1868-1949). Dolores reçoit les noms de baptême Maria de los Dolores Beatrix Carolina Blanca Leopoldina von Habsburg-Lothringen. Baptisée en la Cathédrale de Lemberg, son parrain est son grand-père, l'archiduc Charles-Salvator tandis que sa marraine est son arrière-grand-mère, l'archiduchesse Marie-Béatrice.
L'archiduchesse Dolores grandit dans la dernière période de l'empire austro-hongrois. Son père, qui fait carrière dans l'armée, est également un inventeur avec un certain nombre de brevets militaires sous son nom. Sa mère, fille aînée de Charles, duc de Madrid, prétendant carliste au trône d'Espagne, est la force dominatrice de la famille.
Dolores est éduquée avec ses sœurs Marie-Immaculée et Marguerite. Les trois sœurs, très proches en âge, ont toutes un penchant artistique . Dolores est particulièrement douée pour le dessin. Son éducation met l'accent sur les langues et, en plus de son allemand maternel, elle apprend le français, l'espagnol, le hongrois et l'italien.
Sa famille est riche et la jeune fille est élevée dans le luxe et la splendeur. Ils vivent entre le Palais Toskana à Vienne et le Schloss Wilhelminenberg à la campagne. Les vacances sont passées en Italie où sa mère possède une propriété rurale près de Viareggio.
Pendant la Première Guerre mondiale, son père et ses deux frères aînés combattent dans l'armée austro-hongroise.

## Exil
À la chute de la monarchie des Habsbourg, le gouvernement républicain d'Autriche confisque leurs propriétés et la famille de Dolores perd toute sa fortune . Ses deux frères aînés, les archiducs Rainer et Léopold, décident de rester en Autriche et reconnaissent la nouvelle république. Dolores, ses parents et ses autres frères et sœurs émigrent en Espagne. En janvier 1919, ils arrivent à Barcelone où ils s'installent pendant plus d'une décennie. Ils y vivent modestement. Tandis qu'à Wilhelminenberg la famille employait pas moins de 80 domestiques pour s'occuper de leur grande maison , à Barcelone, Dolores sa mère et ses sœurs doivent s'occuper des tâches ménagères. Grâce aux revenus des brevets militaires de son père en France et à la vente de certains des bijoux de sa mère, ils peuvent acheter une maison à Barcelone. L'archiduchesse Dolores reste célibataire. Elle est légèrement handicapée par une boiterie depuis son enfance.
La situation politique instable en Espagne pendant la Seconde République espagnole force la famille à retourner en Autriche. Ils louent trois chambres dans leur ancienne résidence à Vienne, le Palais Toskana. En mars 1938, Hitler annexe l'Autriche et Dolores, sa mère et son plus jeune frère déménagent à Tenuta Reale, une villa appartenant à la famille de sa mère près de Viareggio en Italie. Alors que la situation devient de plus en plus difficile à cause de la guerre, l'archiduchesse, sa mère, son plus jeune frère l'archiduc Charles-Pie de Habsbourg-Toscane, et sa famille retournent à Barcelone. À la fin de la guerre, ils retournent à Viareggio.
Après la mort de sa mère, Dolores revient vivre à Barcelone. Dans les années 1960, sa famille perd contact avec elle . On a découvert plus tard qu'elle vivait à Lérida et qu'elle était séquestrée par la famille du facteur qui lui livrait ses lettres  et qui essayait de mettre la main sur son héritage. Sauvée par sa sœur Marguerite, Dolores reste à Tenuta Reale pour le restant de sa vie, vivant avec ses sœurs Marguerite et Immaculée, toutes deux veuves . Elle meurt le 10 avril 1974 à l'âge de 82 ans à Viareggio.